# Котек, Иосиф Иосифович
Иосиф Иосифович Котек (25 октября (6 ноября) 1855, Каменец-Подольский ― 4 января 1885, Давос) ― русский скрипач.

## Биография
Родился в семье учителя музыки чешского происхождения. Окончил музыкальную школу при Киевском отделении Русского музыкального общества, в 1871—1876 годах учился в Московской консерватории по классу скрипки у профессора Фердинанда Лауба, затем у проф. Яна Гржимали, а также по классу свободной композиции (теория музыки) у профессора Петра Чайковского. Окончил консерваторию с дипломом и медалью. В годы обучения у него завязалась дружба с П. И. Чайковским, носившая гомосексуальный характер и продолжавшаяся до смерти Котека. Чайковский ласково называл его «Котик».
После окончания консерватории поступил домашним музыкантом к миллионерше Надежде фон Мекк. Котек сообщил фон Мекк о бедственном финансовом положении Чайковского, и именно благодаря ему фон Мекк начала оказывать Чайковскому регулярную финансовую поддержку. Котек выступал посредником между фон Мекк и Чайковским. Он также был свидетелем на свадьбе Чайковского.
Котек помогал Чайковскому в работе над сольной партией в скрипичном концерте, который был написан в 1878 году. Чайковский высоко ценил исполнительское мастерство Котека и доверил ему первое исполнение Концерта в частном собрании, а сам композитор аккомпанировал на фортепиано. Котеку посвящён Вальс-скерцо Чайковского, написанный в 1877 году.
Музыковеды высказывали предположение, что цикл пьес для скрипки и фортепиано «Воспоминание о дорогом месте» Чайковский написал, исходя из прямого пожелания Котека, или в надежде на исполнение именно им.
В письме брату Модесту от 19 января 1877 года Чайковский исповедуется в своей влюблённости в Котека и сообщает, что часами ласкает его, но в то же время не желает выводить отношения за пределы чисто платонических. 4 мая 1877 Чайковский сообщал о жгучей ревности, которую вызвал у него роман Котека с певицей Эйбоженко. В письмах 1879 года у Чайковского проскальзывает уже раздражение «распущенным» поведением Котека.
В 1882 году Котек уехал в Берлин, где некоторое время совершенствовал скрипичное мастерство под руководством Йозефа Иоахима, затем сам преподавал в Высшей школе музыки, выступал как солист и как примариус струнного квартета (вторая скрипка Густав Экснер, альт Вилли Никкинг, виолончель Хуго Дехерт). В 1884 году у Котека проявились признаки туберкулёза, и он умер год спустя, не дожив до 30 лет.